# Fairchild FC
Fairchild FC-1, FC-2, а также Модель 51 и 61 — серия легких многоцелевых одномоторных самолетов — высокопланов, совместного производства американской компании Fairchild и канадской Canadian Vickers в 1920-х и 1930-х. Изначально разрабатывался как самолёт аэрофотосъёмки для компании Шермана Фэрчайлда — Fairchild Aerial Surveys.

## Варианты
- FC-1 — прототип с двигателем Кёртисс OX-5 (построен 1 экземпляр, позже переоборудован в FC-1A с двигателем Wright J-4)
- FC-2 — серийная версия с двигателем Райт J-5 (построено 118 плюс 12 на заводе компании Canadian Vickers по лицензии)
  - FC-2C («Challenger») — версия с двигателем Кёртисс Челленджер для Curtiss Flying Service (построено 6)
  - FC-2L («Lynx» — Рысь) — версия с двигателем Армстронг Сиддли Линкс для Королевских ВВС Канады (переоборудовано 3)
  - FC-2W («Wasp» — Оса) — версия с двигателем Пратт-Уитни Восп (построено 14)
    - FC-2W2 — серийная версия FC-2W
      - UC-96 — обозначение трёх FC-2W в строю ВВС США[англ.]
      - Модель 61 — FC-2W2 с увеличенной кабиной (переоборудовано 3)

  - Модель 51 — FC-2 с двигателем Райт J-6 (построено 31)
  - JQ (позднее RQ) — один экспериментальный FC-2 ВМС США.